# Cheick Keita (Fußballspieler, 2003)
Cheick Keita (* 2. April 2003 in Champigny-sur-Marne) ist ein französisch-malischer Fußballspieler, der aktuell bei Sporting Charleroi in der Jupiler Pro League spielt.

## Karriere

### Verein
Keita begann seine fußballerische Ausbildung 2013 beim FC Saint-Leu 95. Im Sommer 2019 wechselte er in die Jugendakademie von Stade Reims. In der Saison 2019/20 spielte er bereits für die U19-Mannschaft in der Coupe Gambardella. In der Folgespielzeit 2020/21 kam er bereits einmal in der National 2 für die zweite Mannschaft zum Einsatz. Auch 2021/22 spielte er dort einmal. Am 23. Oktober 2022 (12. Spieltag) stand er in der Ligue 1 bei einem 2:1-Sieg über die AJ Auxerre in der Startelf und debütierte somit für die Profis.
Im Sommer 2024 wechselte Keita zu Sporting Charleroi.

### Nationalmannschaft
Keita spielt seit November 2022 für die U20-Nationalmannschaft Frankreichs. 2023 nahm er an der U-20-WM in Argentinien teil und schied mit seiner Mannschaft in der Vorrunde aus.